# تذررت
تذررت أو تادرارت (بالأمازيغية: Tadrart) قرية تقع في الجانب الشمالي الغربي من مقاطعة الركيز بموريتانيا. أنشأت هذه القرية سنة 1968 من قبل أفراد من قبيلة لمرادين.

## الاسم
معنى تادرارت بالأمازيغية هو الجبل الصغير.